# 6786 Doudantsutsuji
6786 Doudantsutsuji este un asteroid din centura principală de asteroizi.

## Descriere
6786 Doudantsutsuji este un asteroid din centura principală de asteroizi. A fost descoperit pe 21 februarie 1991 la Karasuyama de Shigeru Inoda și Takeshi Urata. Asteroidul prezintă o orbită caracterizată de o semiaxă mare de 3,13 ua, o excentricitate de 0,10 și o înclinație de 2,6° în raport cu ecliptica.